# Mar bani
Mar bani (literalmente "gente de bien" en sumerio) era el término con que se conocían en Sumer y Babilonia a un grupo social aristócrata que trabajaba en las ciudades. Al contrario que otros grupos sociales podían acumular riquezas, llegando a tener un gran peso económico. Desempeñaban un papel predominante en la sociedad, por debajo de la realeza, y eran funcionarios bien del Estado, bien de los templos, administradores de las posesiones de uno u otros.
Ya que su trabajo era de administración, tenían a su cargo a otros hombres libres y a esclavos que se encargaran del cultivo de las tierras, la recogida de las cosechas y el cuidado de las haciendas que el Estado o el templo había dejado al cuidado del mar bani. También podía ocurrir que éste decidiera delegar su deber en terceros, en cuyo caso actuaba de supervisor.

## Historia
Los Mar bani, así como el resto de la sociedad, se mantuvo sin apenas variaciones en toda la historia clásica de Mesopotamia, desde Sumer hasta caída Neobabilonia en el año 539 a. C. Su poder se destacó en varias ocasiones, como durante las revueltas los años sucesivos a la muerte de Nabucodonosor II, época de intrigas y juegos de poderes, o a la caída de Babilonia en el 539, cuando una facción importante de mar bani apoyaron a Ciro el Grande.
En la época babilónica constituyeron la única aristocracia del país, y estaban organizados en poderosos clanes familiares, siendo muy destacadas las diferencias entre estratos sociales.